# Gołąbek zielonawy

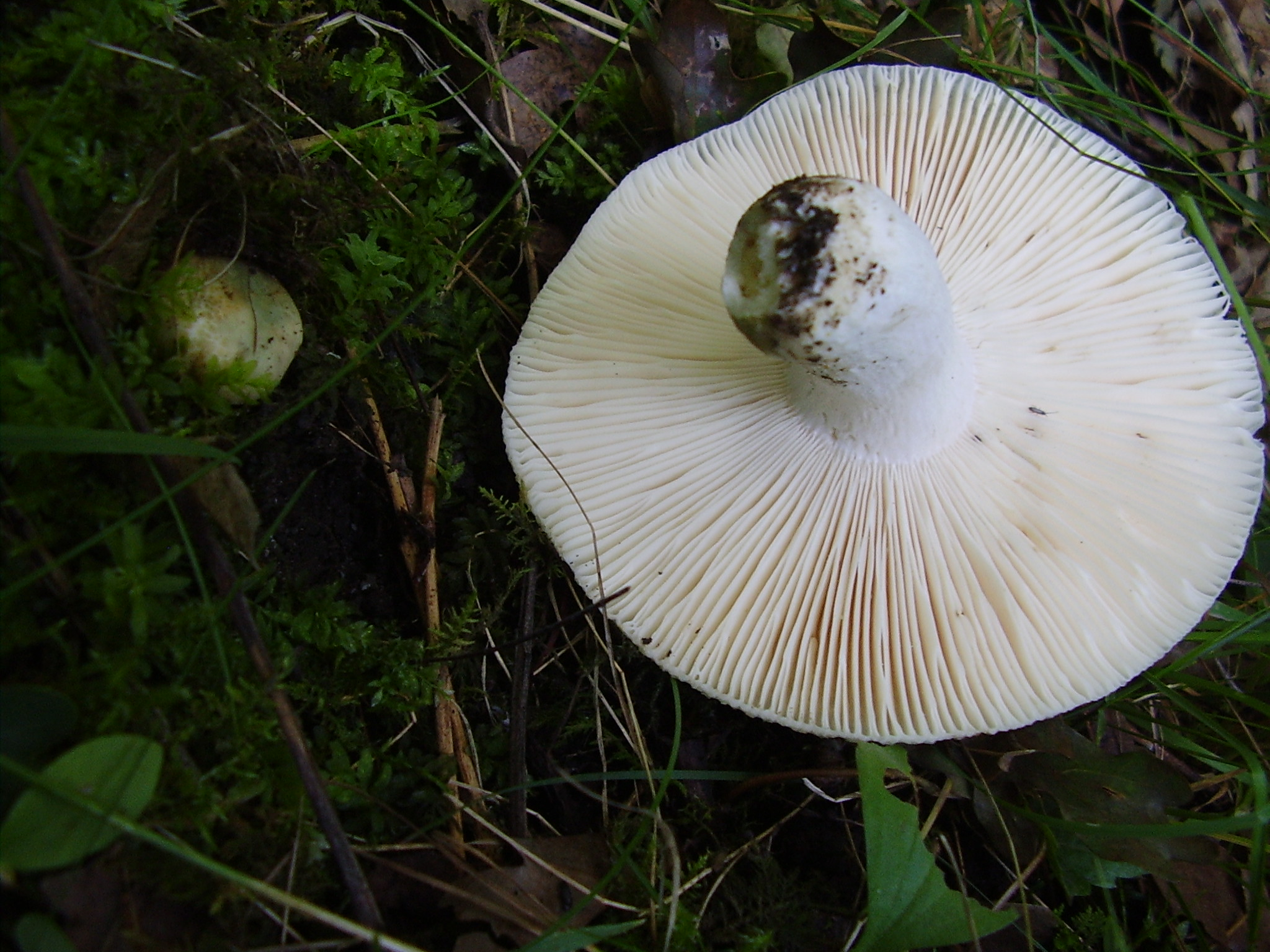

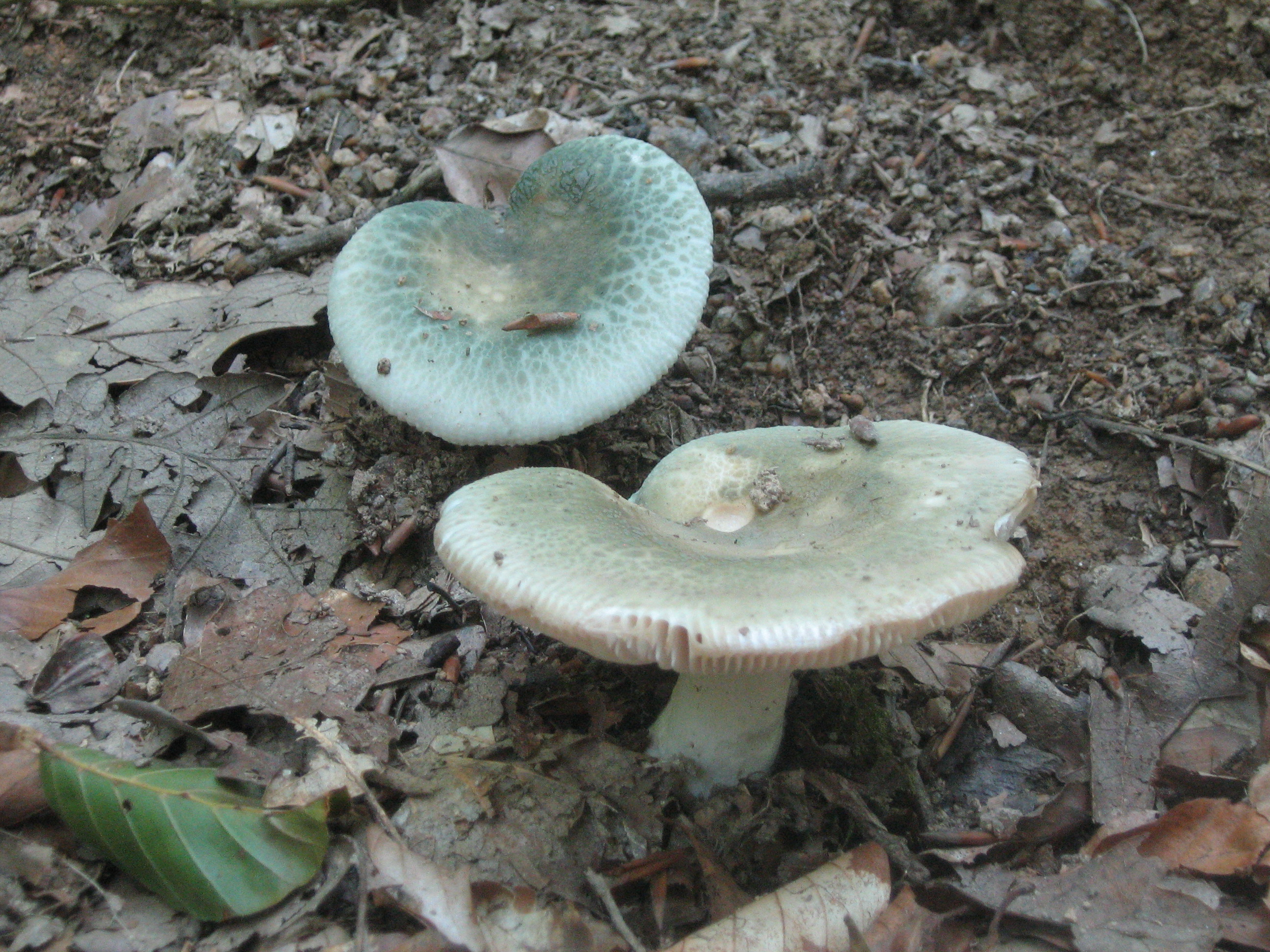

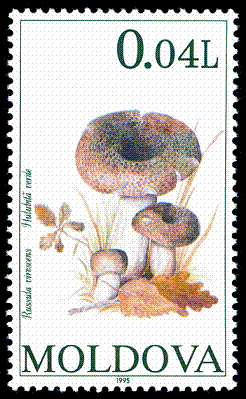
Na mołdawskim znaczku

Gołąbek zielonawy (Russula virescens (Schaeff.) Fr.) – gatunek grzybów należący do rodziny gołąbkowatych (Russulaceae).

## Systematyka i nazewnictwo
Pozycja w klasyfikacji według Index Fungorum: Russula, Russulaceae, Russulales, Incertae sedis, Agaricomycetes, Agaricomycotina, Basidiomycota, Fungi.
Po raz pierwszy takson ten zdiagnozował w 1774 r. Jacob Christian Schäffer nadając mu nazwę Agaricus virescens. Obecną, uznaną przez Index Fungorum nazwę nadał mu w 1836 r. Elias Fries, przenosząc go do rodzaju Russula.
Nazwę polską podała Alina Skirgiełło w 1991 r.

## Morfologia
Kapelusz
Średnica około 6 do 15 cm, u młodych owocników kulisty, później półkulistołukowaty, na koniec rozpostarty. Brzeg tępy i dość często guzkowato karbowany. Charakterystyczną cechą jest popękana i podzielona na poletka powierzchnia, jednak występuje to tylko na starszych owocnikach, szczególnie podczas suchej pogody. Barwa szarozielona do niebieskozielonawej, grynszpanowa, kapelusz miejscami lub także cały żółtawo blaknący. Skórka łuskowata, zawsze matowa i bez połysku.
Blaszki
Grube do 10 mm szerokości. U młodych osobników białe, u starszych bladokremowe, o brązowawych ostrzach.
Trzon
Wysokość od 5 do 12 cm. Biały, pełny z wiekiem robi się gąbczasty. Podstawa często z rdzawymi plamkami.
Miąższ
Gruby, mięsisty, biały, u młodych owocników twardy, u starszych kruchy, porowaty. Uszkodzony nieco brązowieje. Smak delikatny, zapach orzechowy.
Wysyp zarodników
Biały lub jasnokremowy. Zarodniki z brodawkami osobno rozmieszczonymi lub częściowo siatkowato połączonymi, o rozmiarach 6–8,5(10) × 5–7 µm.
Gatunki podobne
Ma tak charakterystyczną powierzchnię kapelusza, że wyrośnięte owocniki w zasadzie nie mogą być pomylone z innymi grzybami. Jednak młode okazy przez niedoświadczonych grzybiarzy mogą być pomylone ze śmiertelnie trującym muchomorem zielonawym (Amanita phalloides). Niezbędne jest sprawdzenie trzonu; muchomor sromotnikowy ma u jego nasady bulwę z pochwą. Można pomylić z gołąbkiem białozielonawym (Russula aeruginea), ta pomyłka nie jest jednak tak groźna, gdyż gatunek ten też jest jadalny, ale ma znacznie gorszy smak. W Polsce rośnie jeszcze kilka gatunków zielonych gołąbków, jednak żaden nie ma tak charakterystycznej 'kostkowatej” powierzchni i takiego odcienia koloru jak gołąbek zielonawy.

## Występowanie
Występuje w Azji i Europie. Występowanie w Ameryce Północnej nie zostało do końca wyjaśnione, z powodu zamieszania z podobnymi gatunkami; Russula parvovirescens i Russula crustosa. Owocniki pojawiają się od lipca do września. Rośnie w lasach liściastych i iglastych, najczęściej pod brzozami, bukami i dębami, jednak także w lasach świerkowych; dość częsty. Zazwyczaj owocniki występują pojedynczo, czasami tylko po kilka sztuk.

## Znaczenie
Kulinarne
Grzyb jadalny, uważany za jeden z najsmaczniejszych gatunków gołąbków.
Filatelistyka
Poczta Polska wyemitowała 31 sierpnia 2012 r. znaczek pocztowy przedstawiający gołąbka zielonawego, o nominale 1,55 zł, w serii Grzyby w polskich lasach. Wydrukowano 300 000 sztuk, techniką offsetową, na papierze fluorescencyjnym. Autorem projektu znaczka była Marzanna Dąbrowska. Znaczek posiadał przywieszkę z muchomorem sromotnikowym.